# Штрунц, Оливер
О́ливер Штрунц (нем. Oliver Strunz; род. 14 июня 2000, Австрия) — австрийский футболист, нападающий клуба «Рапид (Вена)», выступающий на правах аренды за «Флоридсдорф».

## Клубная карьера
Штрунц — воспитанник клубов «Фёрст» и «Рапид». 7 ноября 2021 года в матче против «Вольфсберга» он дебютировал в австрийской Бундеслиге в составе последнего. 19 февраля 2023 года в поединке против «Райндорф Альтах» Олвер забил свой первый гол за «Рапид». 